# Verel-de-Montbel
Verel-de-Montbel este o comună în departamentul Savoie din sud-estul Franței. În 2009 avea o populație de 288 de locuitori.

## Evoluția populației
| An        | 1975 | 1982 | 1990 | 1999 | 2006 | 2009 |
| --------- | ---- | ---- | ---- | ---- | ---- | ---- |
| Populație | 164  | 161  | 177  | 228  | 277  | 288  |